# Adam Michnik

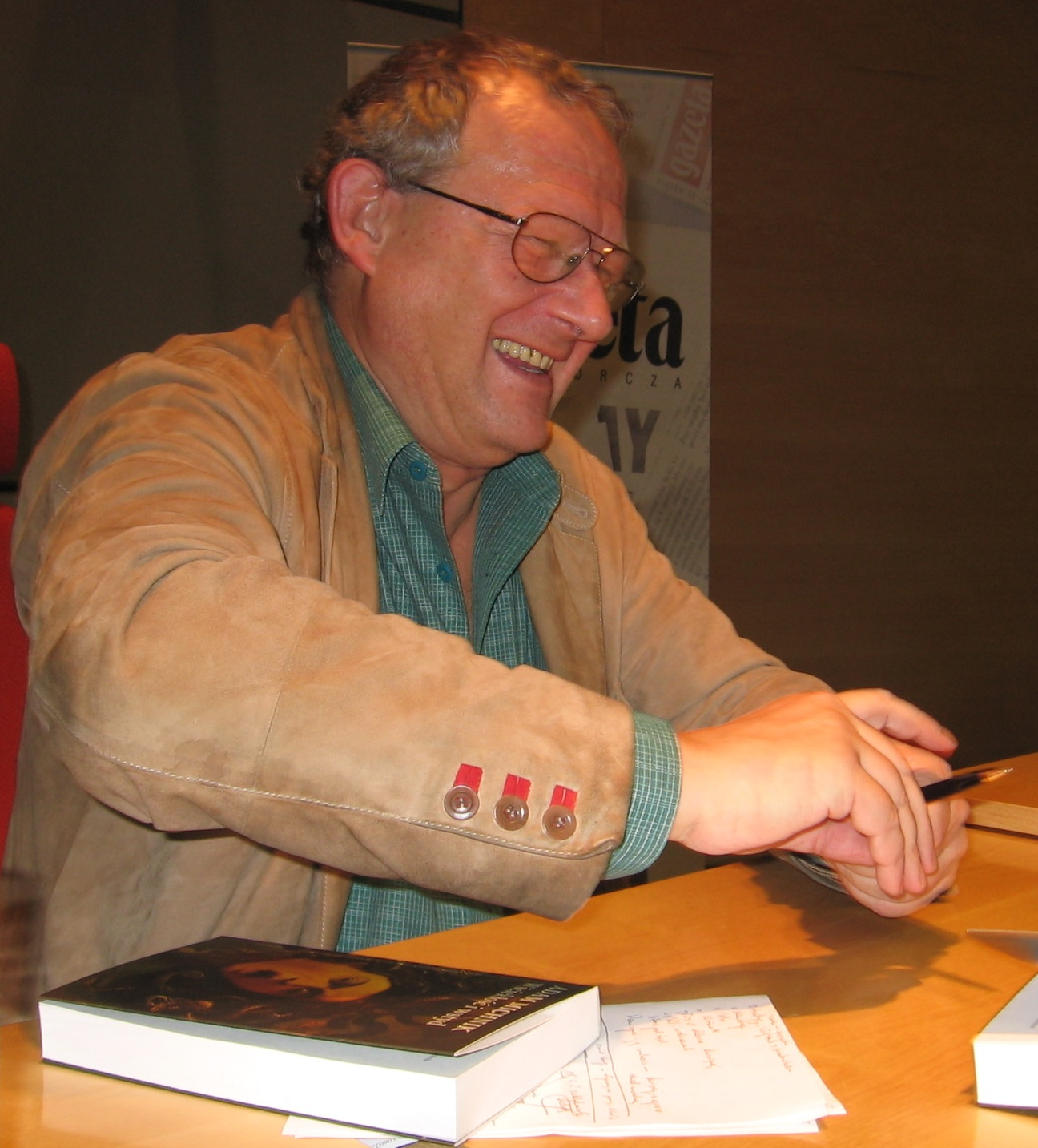
Adam Michnik egy író-olvasó találkozón Wrocławban 2006. március 1-jén

Adam Michnik (Varsó, 1946. október 17. –) lengyel történész, esszéista, politikai újságíró, Lengyelország vezető napilapja, a Gazeta Wyborcza főszerkesztője. 1968 és 1989 között a lengyelországi földalatti demokratikus ellenzék egyik vezető személyisége volt. Számos kitüntetés birtokosa.

## Életrajz

### Családi háttere
Szülei, Ozjasz Szechter és Helena Michnik a két világháború között az illegális Lengyelország Kommunista Pártjának funkcionáriusai voltak. Két testvére közül Jerzy haláláig New Yorkban élt; Stefan 1951 és 1956 között a varsói katonai bíróság bírója volt, 1969 óta Svédországban él. Fia, Antoni 1986-ban született.
Önéletrajzi jellegű szövegeiben zsidó származású lengyelként határozza meg magát.

### Tanulmányai
Általános iskolás korában cserkész volt, itt ismerte meg – őrsvezetőjeként – Jacek Kurońt. Tízéves korában, az 1956-os forradalom idején pénzgyűjtést rendezett a magyarországi gyerekek részére. Gimnáziumi évei alatt 1961-től az értelmiségiekből álló Görbe Kör Klub (Klub Krzywego Koła) összejöveteleit látogatta; ennek megszűnése után 1962-ben – Jan Józef Lipski történész ösztönzésére (aki 1957 és 1959 között a Görbe Kör Klub elnöke volt) – barátaival megalapította az Ellentmondásokat Keresők Klubját (Klub Poszukiwaczy Sprzeczności), amelynek védnöke Adam Schaff filozófus volt. A klub tagjai – a lengyel pártállamból kiábrándult fiatalok – a rendszer megjavításának lehetőségeiről vitatkoztak, valamint klasszikus baloldali gondolkodók szövegeit olvasták és elemezték.
Egyetemi tanulmányait 1964-ben kezdte meg a Varsói Egyetem történelem szakán. Egy évvel később felfüggesztették a hallgatói jogviszonyát, amiért diáktársai között egy Jacek Kuroń és Karol Modzelewski által a Lengyel Egyesült Munkáspárt (LEMP) tagjainak írt nyílt levelet terjesztett, amely kiigazításokat sürgetett a politikai rendszerben. 1966-ban másodjára is felfüggesztették, amikor vitaestet szervezett Leszek Kołakowskinak, akit néhány héttel azelőtt zártak ki a LEMP-ből a pártvezetés bírálata miatt.
1965-ben a párt betiltotta írásai közlését. Ezek után különböző álneveken írt a Życie Gospodarcze (Gazdasági Élet), a későbbi lengyel miniszterelnök, Tadeusz Mazowiecki által alapított és szerkesztett Więź (Kötelék), valamint a Literatura (Irodalom) című folyóiratokba.
1968 márciusában, miután részt vett az ún. „márciusi eseményekben” – vagyis a diákok és az egyetemi közélet tiltakozó megmozdulásaiban, amely az után kezdődött, hogy Adam Mickiewicz „Ősök” című darabját a cenzúra levette a lengyel Nemzeti Színház műsoráról –, végleg kizárták az egyetemről, nem sokkal később pedig letartóztatták, és huliganizmus vádjával – ami valójában a márciusi eseményekben való részvételét jelentette – három évi börtönre ítélték.
Miután 1969-ben amnesztiával szabadult, minden további egyetemi képzéstől eltiltották. Végül az 1970-es évek közepén engedélyezték, hogy folytassa tanulmányait, amelyet végül levelező hallgatóként a poznańi Adam Mickiewicz Egyetem történelem szakán fejezett be.

### Ellenzéki tevékenysége
A börtönből való szabadulása után először hegesztőmunkásként dolgozott a Rosa Luxemburg Művekben, majd Jacek Kuroń közbenjárására Antoni Słonimski költő személyi titkára lett.
1976 és 1977 között Jean-Paul Sartre vendégeként Párizsban tartózkodott. Hazatérése után belépett a néhány hónappal korábban alakult Munkásvédelmi Bizottságba (Komitet Obrony Robotników) – amely a hetvenes évek egyik legismertebb lengyelországi ellenzéki szervezete volt –, és hamarosan az ellenzéki mozgalom egyik legtevékenyebb aktivistájává vált, egyúttal az ellenzéki repülőegyetem (Towarzystwo Kursów Naukowych) egyik ötletgazdája és megalapítója volt.
1977 és 1989 között a második nyilvánosságban megjelenő folyóiratok (többek között a Biuletyn Informacyjny, a Zapis és a Krytyka) szerkesztője, illetve munkatársa volt. Tagja volt a legnagyobb illegális kiadó, a Niezależna Oficyna Wydawnicza (NOWa) szerkesztőbizottságának is.
1980-tól 1989-ig a Szolidaritás (Solidarność) mazowszei szervezetének, valamint a szakszervezet Kohómunkás Bizottságának (Komisja Hutników) tanácsadója volt.
A hadiállapot idején – vagyis 1981. december 13-át, a Jaruzelski-puccsot követően – először internálták, majd – miután visszautasította, hogy hűségnyilatkozatot írjon alá, amelyben beleegyezett volna, hogy önszántából elhagyja az országot – a szocialista államrend megdöntésére irányuló kísérlet vádjával 1984-ig ítélet nélkül letartóztatásban tartották. Letartóztatása alatt több hétig tartó éhségsztrájkot folytatott, amellyel elő próbálta mozdítani a per befejezését, és ki akarta kényszeríteni, hogy politikai fogolyként ismerjék el. 1984-ben az ügyet végül ejtették, és amnesztiával szabadult.
1985-ben ismét letartóztatták, és a gdański Lenin Hajógyár munkásai közötti sztrájk előmozdítására tett kísérletben való közreműködéséért három év börtönre ítélték. Egy évvel később, szintén amnesztiával, szabadon engedték.
Az 1980-as években szoros kapcsolatokat ápolt Václav Havel későbbi cseh államfővel, valamint Kis Jánossal, Konrád Györggyel, Haraszti Miklóssal, Tamás Gáspár Miklóssal, Rajk Lászlóval és a magyarországi demokratikus ellenzék számos további tagjával.

### Pályája 1989 után

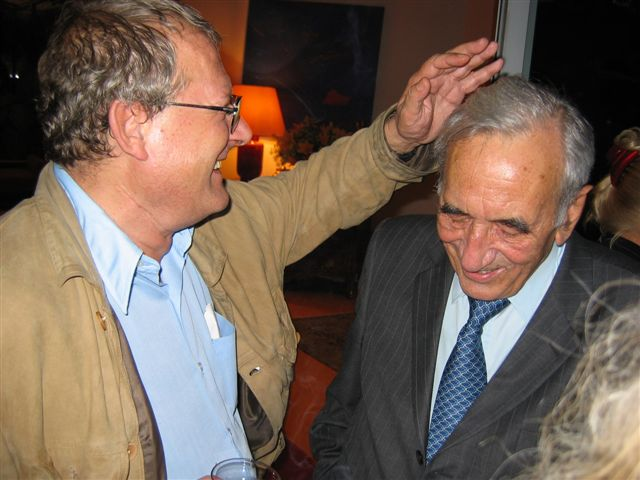
Adam Michnik Tadeusz Mazowieckivel, a szabad Lengyelország első miniszterelnökével Franciaország varsói nagykövetségén, 2004. szeptember 7.

#### Szerepe a rendszerváltás idején
1988-ban Lech Wałęsa informális Irányító Bizottságának tanácsadója, majd az Állampolgári Bizottság (Komitet Obywatelski) tagja lett. 1989-ben tevékeny részt vállalt az Ellenzéki Kerekasztal előkészületeiben és tárgyalásaiban.
Az Ellenzéki Kerekasztal működése során Lech Wałęsa felkérte egy egész Lengyelországra kiterjedő új napilap megalakítására, amely eredetileg az Állampolgári Bizottság választási lapjának szerepét töltötte be. (Lengyelországban 1989-ben félig szabad választásokat tartottak, amely során – megállapodásos alapon – az alsóház tagjainak kétharmada eleve az állampártból került ki.) Így alakult meg a Gazeta Wyborcza („Választási Újság”) – eredetileg Gazeta Wyborcza Solidarność („Szolidaritás Választási Újság”) –, amely a kezdeti elképzelések szerint csak az 1989. júniusi választások végéig működött volna. Michnik a lap alapító főszerkesztőjeként korábban illegálisan működő, ellenzéki újságírókból toborozta a lap szerkesztőgárdáját.
Az 1989. június 4-i választás során Bytom körzetében az Állampolgári Bizottság színeiben beválasztották a parlamentbe, ahol Lech Wałęsa képviselőtársa lett. Parlamenti munkája részeként 1990. április 12. és június 27. között Henryk Samsonowicz történészprofesszor kezdeményezésére – Andrzej Ajnenkiel és Jerzy Holzer történészek, valamint Bogdan Kroll, az Újkori Iratok Levéltára (Archiwum Akt Nowych) igazgatója társaságában – a népköztársaság Belügyminisztériumának archívumát vizsgálta. Az ún. Michnik-bizottság hozta napvilágra, hogy az irattár anyagának jelentős része hiányzik.

#### A Gazeta Wyborcza élén
A Gazeta Wyborcza szerkesztőjeként és képviselőjeként egyaránt támogatta Tadeusz Mazowiecki miniszterelnök kormányát, valamint jelöltségét az 1990-es elnökválasztáson Lech Wałęsával szemben. Az Állampolgári Bizottság szétesése és Mazowiecki választási veresége után Michnik visszavonult a közvetlen politizálástól. Az 1991-es választásokon nem indult; munkáját újságírói és szerkesztői feladataira összpontosította. Irányítása alatt a Gazeta Wyborcza Lengyelország legolvasottabb és legbefolyásosabb napilapjává nőtte ki magát. A lap bevételeiből megalakult az Agora Részvénytársaság, amely Lengyelország egyik legnagyobb médiavállalatává vált: a Gazeta Wyborcza mellett tizenegy havilap gazdája, a Gazeta Wyborcza internetes oldala és az AMS reklámügynökség működtetője, valamint több rádióadóban részesedéssel bír. Maga Michnik egyetlen részvénynek sem tulajdonosa, és főszerkesztői posztján kívül a vállalkozásban semmilyen pozícióval nem bír, ami egyedülállónak mondható a lengyel gazdasági életben.
2002. december 27-én egyik újságírótársával, Paweł Smoleńskivel együtt nyilvánosságra hozta az ún. Rywin-ügy dokumentumait. Lew Rywin filmproducer felajánlotta a Gazeta Wyborczának, hogy 17,5 millió dollárért cserébe eléri a kormánynál, hogy a médiatörvényt akként módosítsák, hogy az Agora – a lapot kiadó cég – tévéállomáshoz juthasson, amely addig a kartelltörvény értelmében nem volt lehetséges. A botrány kirobbanása után parlamenti vizsgálóbizottságot hoztak létre, amely során az ellenzék azzal vádolta Leszek Miller miniszterelnököt és a Demokratikus Baloldali Szövetséget (Sojusz Lewicy Demokratycznej), hogy Rywin közreműködésével a kormánypártot akarták nemtelen bevételhez juttatni.
Michnik 2004 őszén betegsége miatt visszavonult a Gazeta Wyborcza szerkesztésében való aktív részvételtől. A gyakorlati főszerkesztői teendőket Helena Łuczywóra ruházta át, aki korábban a lap alapító munkatársa és főszerkesztő-helyettese volt.
2010. december 22-én „Magyar barátainkhoz” című nyílt levélben szállt síkra az Orbán Viktor kormánya által beterjesztett új magyar médiatörvény ellen, azt kívánva a magyaroknak, hogy ugyanúgy bukjon meg kormányuk, mint Jarosław Kaczyński sajtószabadságot korlátozó lengyel kormánya 2007-ben. 2011. március 15-én részt vett a magyar kormány ellen tartott tüntetésen.
Michnik a lengyel Írószövetség, valamint az amerikai Council on Foreign Relations (Külkapcsolatok Tanácsa) tagja. A Princeton Egyetem vendégelőadója.

## Kitüntetései

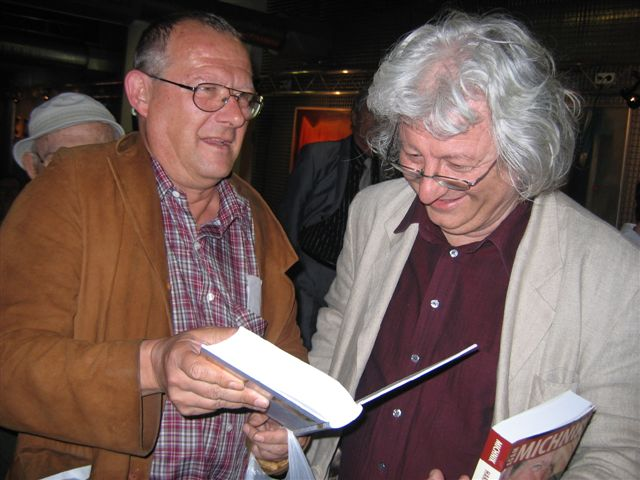
Adam Michnik és Esterházy Péter (Varsó, 2007. május 7.)

- 1986 Robert F. Kennedy Emberi Jogi Díj
- 1988 a francia PEN Club Szabadság-díja (Prix de la Liberté)
- 1989 az Alfred Jurzykowski Alapítvány díja
- 1989 Az Év Európai Embere (a La Vie című francia folyóirat elismerése)
- 1991 Shofar-díj (a National Jewish Committee on Scouting – Nemzeti Zsidó Cserkészbizottság – díja)
- 1995 az Európai Újságírók Társaságának díja
- 1995 Brucke-díj
- 1995 Nagy Imre-emlékplakett
- 1996 az Európai Biztonsági és Együttműködési Szervezet (EBESZ) Újságírásért és Demokráciáért Díja
- 1998 A Magyar Köztársasági Érdemrend tisztikeresztje
- 1998 Chile Bernardo O'Higgins Középkeresztje
- 1999 Francisco Cerecedo-díj
- 2000. május 3-án a Nemzetközi SajtóIntézet (International Press Institute) felvette A sajtószabadság hősei 50-es listájára
- 2001 Karl Bertelsmann-díj
- 2001 a Német Szövetségi Köztársasági Érdemrend Nagykeresztje
- 2001 Erasmus-díj (Hollandia)
- 2002 a New York-i New School for Social Research, a University of Minnesota, a Connecticut College és a University of Michigan díszdoktora
- 2003 francia Becsületrend
- 2006 a Financial Times a világ 20 legbefolyásosabb újságírója közé sorolta[21]
- 2006. szeptember 1-jétől a Kijevi–Mogiljovi Egyetem díszdoktora

## Művei
Számos írása jelent meg a Gazeta Wyborcza, a Der Spiegel, a Le Monde, a Libération, a Lettre Internationale, az El Mundo, a The New York Review of Books, The Washington Post hasábjain és más újságokban, folyóiratokban.

### Lengyel könyvei
- 1975 Cienie zapomnianych przodków („Elfelejtett ősök árnyai”)
- 1977 Kościół, lewica, dialog („Egyház, baloldal, párbeszéd”)
- 1984 Szanse polskiej demokracji („A lengyel demokrácia esélyei”)
- 1985 Z dziejów honoru w Polsce. Wypisy więzienne („Lengyelország dicső napjaiból. Börtönírások”)
- 1985 Takie czasy… Rzecz o kompromisie („Micsoda idők… A kompromisszumról”)
- 1987 Listy z Białołęki („Levelek Białołękából”)
- 1987 Polskie pytania („Lengyel kérdések”)
- 1990 Druga faza rewolucji („A forradalom második szakasza”)
- 1995 Między Panem a Plebanem („Úr és pap között”)
- 1995 Diabeł naszego czasu („Korunk ördöge”)
- 2003 Wyznania nawróconego dysydenta („Egy megtért disszidens vallomásai”)
- 2005 Wściekłość i wstyd („Harag és szégyen”)

### Magyarul megjelent kötetei
- Amit akarunk, és amit lehet. Előadások és cikkek a lengyel ellenzék programjáról, 1976–1981; AB Független, Bp., 1982
- A totalitarizmus. Dany Cohn-Bendit interjúja Adam Michnikkel; ford. Sulyok Miklós; s.n., s.l., 1988
- Gondban a bohóc. Esszék és tanulmányok; ford. Baló Péter et al., vál. Andrzej Jagodziński; Kalligram, Bratislava, 1996 (Visegrádi könyvek) ISBN 80-7149-114-4
- Harag és szégyen; vál. Andrzej Jagodziński, Antoni Pawlak, ford. Barabás János et al., utószó Pályi András; Kalligram, Pozsony, 2006 ISBN 80-7149-877-7
- Szemben az árral; vál., utószó Pályi András, ford. Pályi András, Pályi Márk; Kalligram, Pozsony, 2011 ISBN 978-80-8101-509-0

## Fordítás
- Ez a szócikk részben vagy egészben  az   Adam Michnik című lengyel Wikipédia-szócikk fordításán alapul.  Az eredeti cikk szerkesztőit annak laptörténete sorolja fel. Ez a jelzés csupán a megfogalmazás eredetét és a szerzői jogokat jelzi, nem szolgál a cikkben szereplő információk forrásmegjelöléseként.